# Beverley Randolph
Beverley Randolph (11 settembre 1755 – febbraio 1797) è stato un politico statunitense.

## Biografia
Fu l'ottavo governatore della Virginia. I suoi genitori furono Peter e Lucy (Bolling) Randolph. Studiò al College di William e Mary, partecipò alla guerra d'indipendenza americana. Alla sua morte il corpo venne sepolto al cimitero Westview a Farmville.